# 5621 (année hébraïque)
5621 (hébreu : ה'תרכ"א , abbr. : תרכ"א) est une année hébraïque qui a commencé à la veille au soir du 17 septembre 1860 et s'est finie le 4 septembre 1861. Cette année a compté 353 jours. Ce fut une année simple dans le cycle métonique, avec un seul mois de Adar. Ce fut une année de chemitta.

## Calendrier
Ce calendrier hébraïque de l'année 5621 donne les correspondances avec les dates du calendrier grégorien.
Le premier nombre dans chaque case correspond au jour du mois hébraïque. Les jours en couleurs sont des jours remarquables juifs .
| ◄◄ | 5621 | ►► |

## Naissances
- Simon Doubnov
- Sholom Dovber Schneersohn
- Israël Belkind

## Décès
5616 - 5617 - 5618 - 5619 - 5620 - 5621 - 5622 - 5623 - 5624 - 5625 - 5626